# Fabian Barański
Fabian Barański (Włocławek, 27 maggio 1999) è un canottiere polacco.

## Biografia
Ai mondiali di Ottensheim 2019 ha conquistato l'argento nel 4 di coppia, con Wiktor Chabel, Szymon Pośnik, Dominik Czaja.
Ha rappresentato la Polonia ai Giochi olimpici estivi di Tokyo 2020 nel quattro di coppia, in cui si è classificato 4º, assieme a Wiktor Chabel, Szymon Pośnik e Dominik Czaja.
Si è laureato campione iridato ai mondiali di Račice 2022 assieme a Mirosław Ziętarski, Mateusz Biskup e Dominik Czaja. Con la stessa formazione ha vinto il bronzo ai mondiali di Balgrado 2023.
Alle Olimpiadi di Parigi 2024 conquista la medaglia di bronzo nel quattro di coppia.

## Palmarès
- Giochi olimpici

Parigi 2024: bronzo nel 4 di coppia;
- Mondiali

Ottensheim 2019: argento nel 4 di coppia;
Račice 2022: oro nel 4 di coppia;
Balgrado 2023: bronzo nel 4 di coppia;
- Europei

Lucerna 2019: oro nel 2 di coppia;
Monaco di Baviera 2022: argento nel 4 di coppia;
Bled 2023: oro nel 4 di coppia;